# Kathedrale von Leicester

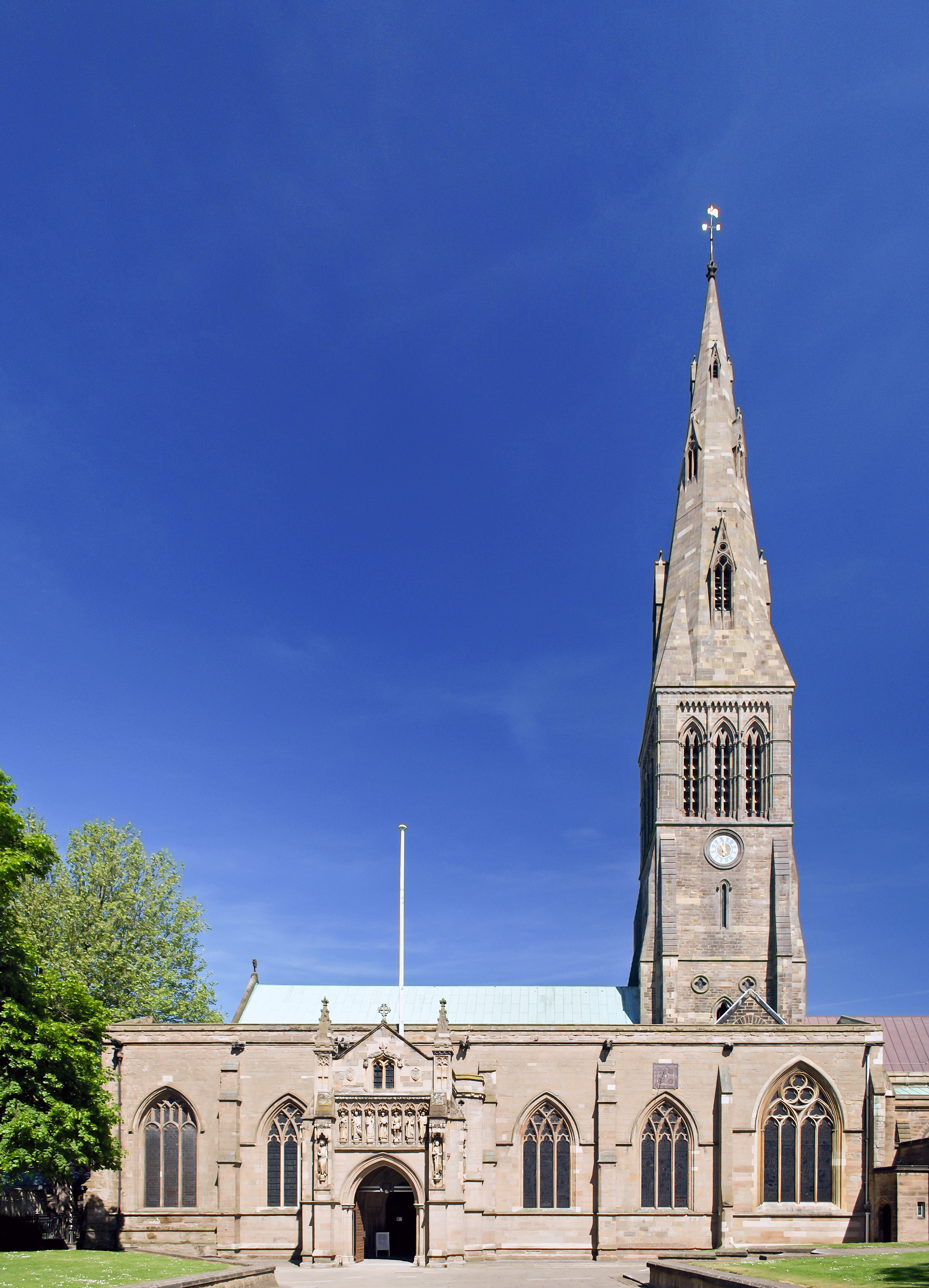
Kathedrale von Leicester

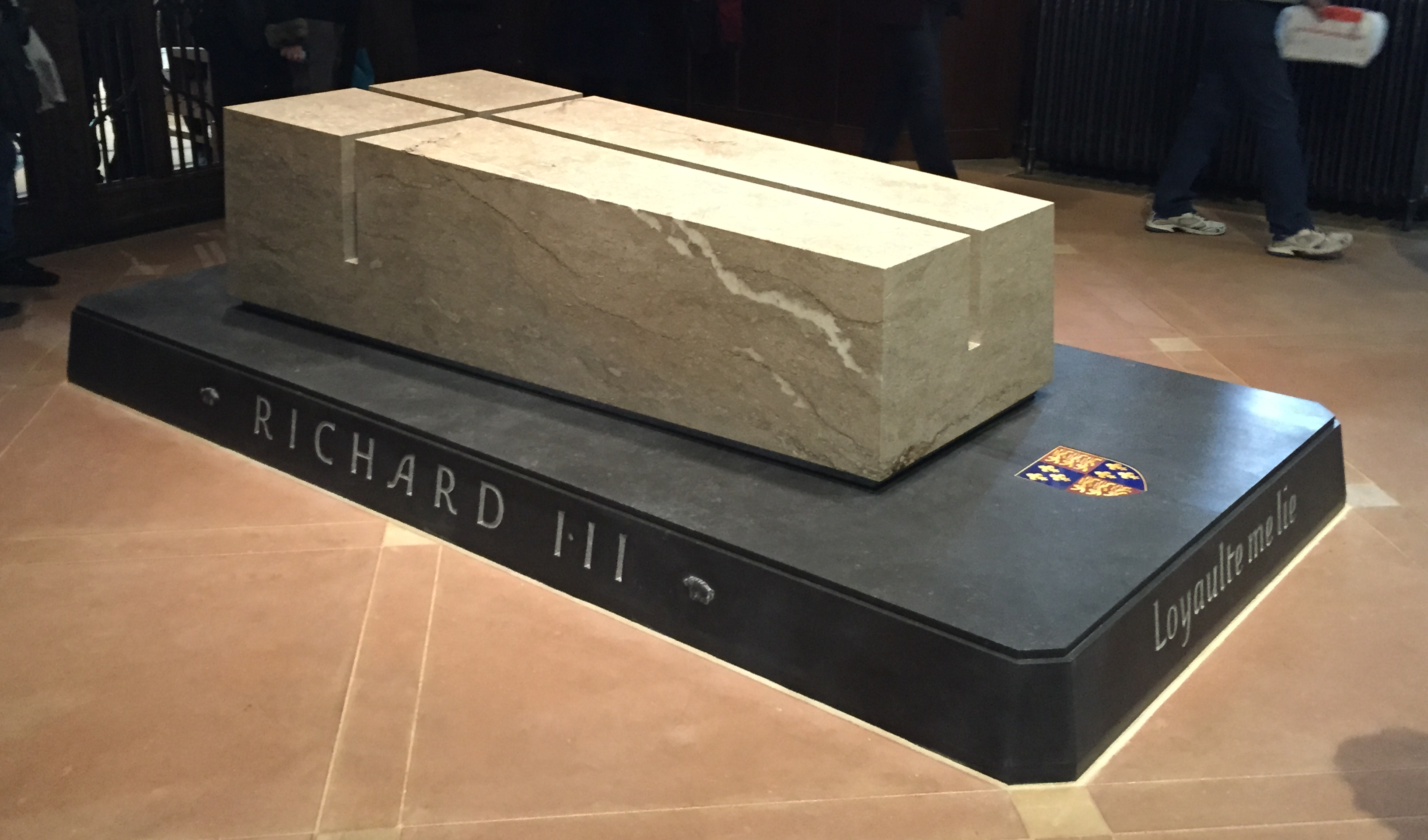
Grabmal Richards III

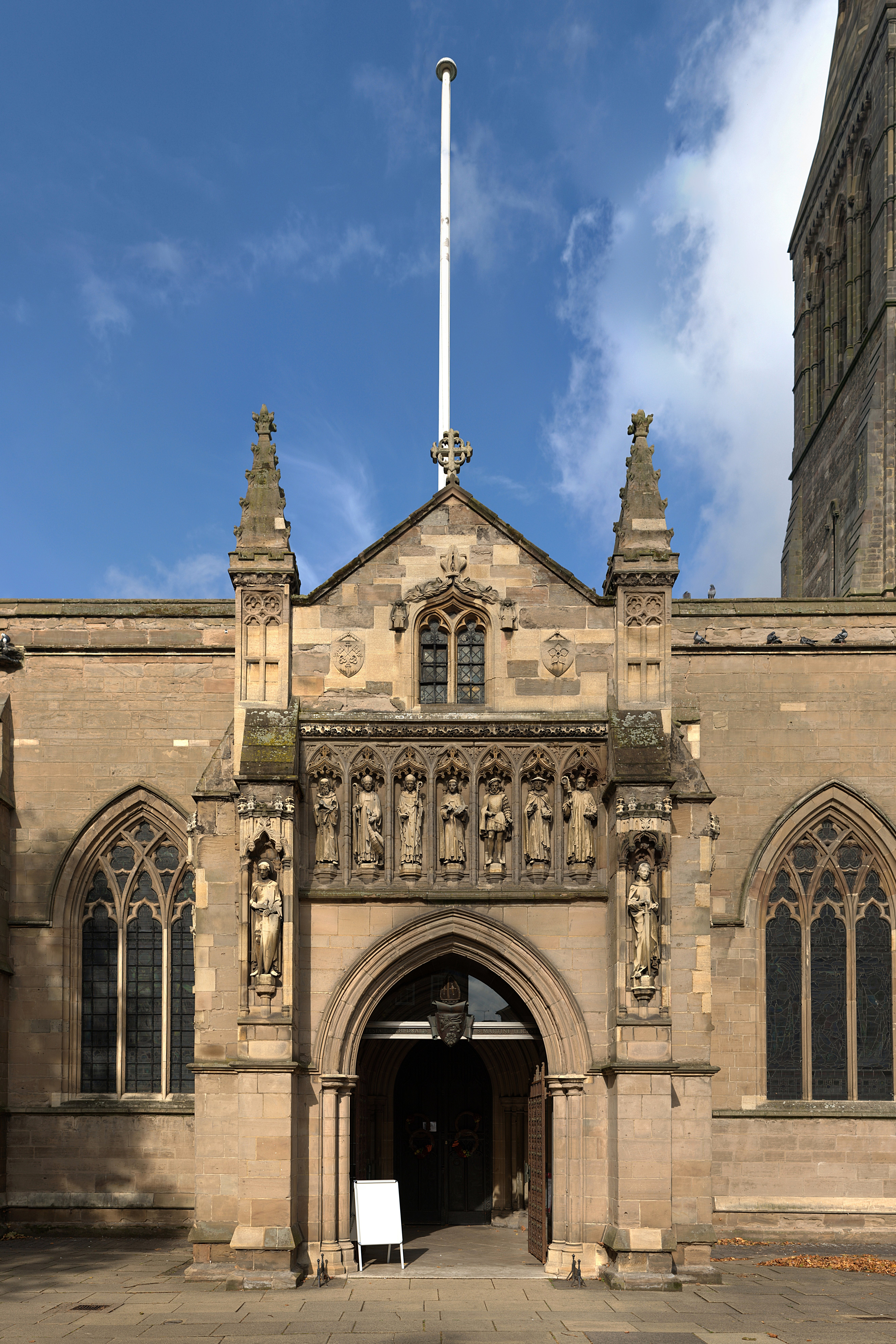
Vaughan Porch Eingang

Die Kathedrale von Leicester (Cathedral Church of St Martin, häufig auch in der Vereinfachung Leicester Cathedral) ist eine anglikanische Kathedrale in der englischen Stadt Leicester in den East Midlands und ist Sitz des Bistums Leicester der Church of England. Sie ist die viertkleinste anglikanische Kathedrale in England und dem heiligen Martin geweiht.

## Geschichte
Eine dem heiligen Martin geweihte Kirche ist an der heutigen Stelle der Kathedrale bereits seit fast 1000 Jahren nachzuweisen. Sie wurde erstmals 1086 erwähnt, als die ältere sächsische Kirche durch eine normannische Kirche ersetzt wurde.
Auf diese Kirche, die später einen Turm erhielt, geht das heutige Gebäude zurück. Zwischenzeitlich wurde der Bau mehrmals restauriert, vor allem durch den Architekten Raphael Brandon, dessen konventionelle Ausführung noch heute an vielen Stellen erkennbar ist. Der ursprüngliche Bau wurde 1922 zunächst zu einer Stiftskirche und 1927 zu einer Kathedrale erhöht, nachdem 1926 die Diözese Leicester entstand. Das Gebäude, hauptsächlich der Turm und der Turmhelm, musste zwischen 2004 und 2005 restauriert werden. Die Hauptarbeit bestand darin, das Mauerwerk zu säubern und stellenweise zu ersetzen.
Ein Gedenkstein für König Richard III. befindet sich im Chor der Kathedrale. Der König war allerdings nicht dort, sondern in Greyfriars Church (Franziskanerkloster) in Leicester beerdigt worden. In den Resten jener Kirche wurden im September 2012 bei gezielten Ausgrabungen seine sterblichen Überreste gefunden. Am 26. März 2015 wurden diese in der Kathedrale beigesetzt.
Die Kathedrale von Leicester ist eng verbunden mit der Leicester Grammar School, die sich in unmittelbarer Nähe befindet. Morgendliche Versammlungen finden wöchentlich an verschiedenen Tagen statt und Gottesdienste werden von den Schülern besucht.

## Orgel

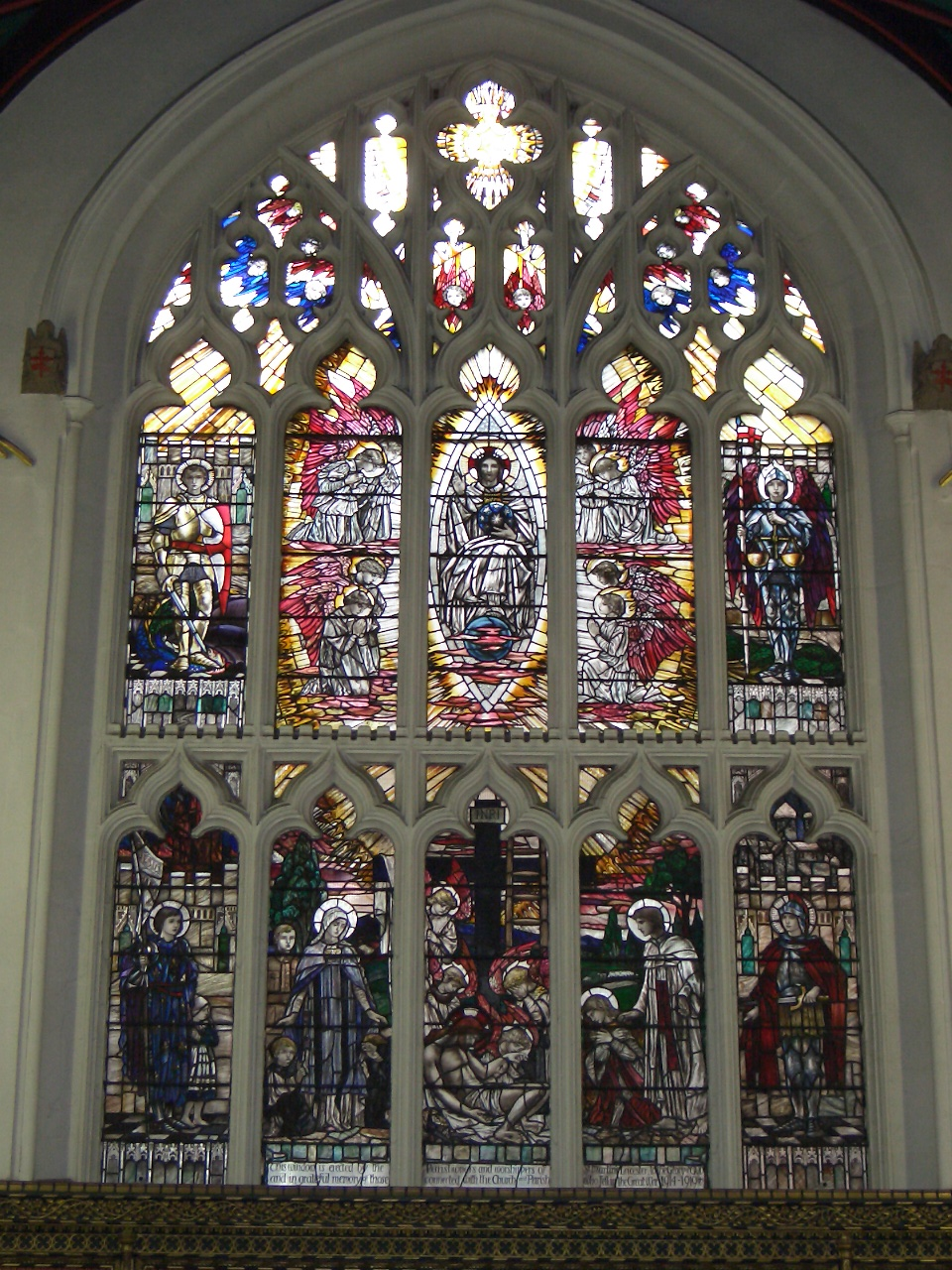
Ostfenster

Die Geschichte der Orgeln reicht zurück in das 16. Jahrhundert. Bis ins 18. Jahrhundert war die Kathedrale dann lange Zeit ohne Orgel. Erst 1766 wurde eine neue, große Orgel eingeweiht, die von dem Orgelbauer John Snetzler erbaut worden war. Dieses Instrument hatte drei Manualwerke, jedoch kein Pedalwerk. Erst 100 Jahre später wurde das Instrument erweitert und mit einem eigenständigen Pedalwerk ausgestattet, und in der Süd-West-Ecke der Kathedrale platziert, wo sich heute die St. Georges Chapel befindet. 1873 erbauten die Orgelbauer J. W. Walker & Sons eine neue Orgel, die in der nördlichen Vierung aufgestellt wurde. Ein Großteil des Pfeifenmaterials der Snetzler-Orgel wurden wiederverwendet. Das neue Instrument hatte 50 Register auf vier Manualen und Pedal. 1930 wurde das Instrument von den Orgelbauern Harrison & Harrison wieder in den Westen der Kathedrale versetzt. Die Orgel hat 50 Register auf vier Manualen und Pedal. Die Trakturen sind elektropneumatisch.
| I Choir C–a3      |     |
| Double Salicional | 16′ |
| Open Diapason     | 8′  |
| Claribel Flute    | 8′  |
| Flauto Traverso   | 4′  |
| Gemshorn          | 4′  |
| Flageolet         | 2′  |
| Sesquialtera II   |     |

| II Great C–a3        |       |
| Double Open Diapason | 16′   |
| Large Open Diapason  | 8′    |
| Small Open Diapason  | 8′    |
| Stopped Diapason     | 8′    |
| Hohl Flute           | 8′    |
| Octave               | 4′    |
| Wald Flute           | 4′    |
| Octave Quint         | 2 ⁄3′ |
| Super Octave         | 2′    |
| Mixture IV           |       |
| Contra Tromba        | 16′   |
| Tromba               | 8′    |
| Octave Tromba        | 4′    |

| III Swell C–a3   |     |
| Lieblich Bourdon | 16′ |
| Open Diapason    | 8′  |
| Lieblich Gedeckt | 8′  |
| Echo Gamba       | 8′  |
| Voix Celestes    | 8′  |
| Principal        | 4′  |
| Lieblich Flute   | 4′  |
| Fifteenth        | 2′  |
| Mixture III      |     |
| Double Trumpet   | 16′ |
| Trumpet          | 8′  |
| Oboe             | 8′  |
| Clarion          | 4′  |
| Tremulant        |     |

| IV Solo C–a3       |     |
| Viole d’Orchestre  | 8′  |
| Harmonic Flute     | 8′  |
| Concert Flute      | 4′  |
| Orchestral Bassoon | 16′ |
| Clarinet           | 8′  |
| Tremulant          |     |
| Tuba               | 8′  |

| Pedal C–f3       |     |
| Double Open Wood | 32′ |
| Open Wood        | 16′ |
| Open Diapason    | 16′ |
| Sub Bass         | 16′ |
| Salicional       | 16′ |
| Octave Wood      | 8′  |
| Principal        | 8′  |
| Flute            | 8′  |
| Fifteenth        | 4′  |
| Ophicleide       | 16′ |
| Posaune          | 8′  |